# 207385 Maxou
207385 Maxou este un asteroid din centura principală de asteroizi.

## Descriere
207385 Maxou este un asteroid din centura principală de asteroizi. A fost descoperit pe 4 septembrie 2005 la Marly de Peter Kocher. Asteroidul prezintă o orbită caracterizată de o semiaxă mare de 3,19 ua, o excentricitate de 0,21 și o înclinație de 24,0° în raport cu ecliptica.